# الیزابت اسمارت
الیزابت ان گیلمور (Elizabeth Ann Gilmour) (با نام تولد اسمارت؛ متولد ۳ نوامبر ۱۹۸۷) فعال در حوزه امنیت کودکان و گزارشگر تلویزیون ABC نیوز آمریکایی است. هنگامی‌که او ۱۴ سال سن داشت و از خانه‌اش در سالت لیک سیتی توسط برین داوید میچل ربوده شد مورد توجه عام قرار گرفت. میچل و همسرش، وندا برزی، اسمارت را مدت ۹ ماه در اسارت نگه داشتند تا این‌که پلیس او را در سندی، یوتا نجات داد.
او پس از آن به عنوان فعال و مدافع حقوق گمشدگان کار کرده‌است؛ زندگی و ربوده‌شدن او موضوع کتاب‌ها و فیلم‌های غیرداستانی گوناگون قرار گرفته‌است.

## اوایل زندگی
الیزابت ان اسمارت در ۳ نوامبر سال ۱۹۸۷ در سالت لیک‌سی، یوتا در خانواده ادوارد و لویس اسمارت به دنیا آمد. خانواده او با چهار برادر و یک خواهر، بخشی از کلیسای عیسی مسیح قدیسان آخرالزمان بودند. او دومین فرزند بزرگ خانواده‌اش است. اسمارت وارد مدرسه متوسط برایانت شد و سپس در دبیرستان عالی شهر سالت لیک‌سیتی به تحصیل پرداخت. پس از فراغت از مدرسه در دانشگاه بریگام یاگ ثبت نام کرد و در آنجا مدرک لیسانس خود را در رشته موسیقی و نواختن چنگ به‌دست‌آورد.

## ربوده‌شدن و نجات
در ۵ ژوئن ۲۰۰۲، اسمارت در سن ۱۴ سالگی با تهدید چاقو از اتاق خوابش در سالت لیک‌سیتی، یوتا ربوده شد. اسمارت ۹ ماه در بند و اسارت بود و هر روز مورد تجاوز جنسی قرار می‌گرفت. ربایندگان او را می‌بستند و در صورت تلاش برای فرار تهدید به مرگ می‌کردند. اسمارت سرانجام، در ۱۲ مارس سال ۲۰۰۳ در جاده عمومی در سندی، یوتا و ۱۸ مایل (۲۹ کیلومتر) دورتر از خانه‌اش توسط افسران پلیس نجات یافت. دو شاهد، برایان دیوید میچل و واندا ایلین برزی را از یک برنامه تلویزیونی گمشدگان آمریکا شناسایی کردند.
ربوده شدن و نجات یافتن اسمارت به‌طور گسترده منتشر شد و موضوع داغ برنامه‌های تلویزیونی همچون؛ made-for-TV movie، داستان الیزابت اسمارت (The Elizabeth Smart Stor) و من الیزابت اسمارت هستم (I Am Elizabeth Smart) در تلویزیون لایف‌تایم(Lifetime) و کتاب‌های غیرداستان قرار گرفت.

### دادگاه رباینده
در ۱۶ نوامبر ۲۰۰۹، برزی به دلیل دست داشتن و کمک در ربودن الیزابت اسمارت در اظهارات دادگاه‌اش مجرم شناخته شد. در ۱۹ می سال ۲۰۱۰، دیل آ. کیمبال، قاضی فدرال، برزی را به ۱۵ سال زندان فدرال محکوم کرد. در بخشِ از اظهارات/اقرار میان مدافع و دادستان فدرال، برای برزی هفت سال تخفیف داده شد که قبلاً او را سپری نموده بود.
دادگاه میچل را به اتهام آدم‌ربایی و تجاوز جنسی مستحق مجازات دانست و او را در دو اتهام مظنون اعلام کرد و در می ۲۰۱۱ در دو دور محاکمه، به زندان فدرالی محکوم گردید.

## کنشگری و روزنامه‌نگاری
اسمارت در ۸ ماه مارس سال ۲۰۰۶، به کنگره ایالات متحده آمریکا رفت تا از قوانین مجرمان جنسی کودکان و سیستم هشدار امبر (وضعیت اضطراری آدم‌ربایی) حمایت کند.
او در ۲۶ ژوئیه ۲۰۰۶، پس از امضای قانون آدام والش سخنرانی کرد.
در ماه می سال ۲۰۰۸، اسمارت به واشینگتن دی‌سی سفر کرد و در راستای ارائه کتابی تحت نام «تو تنها نیستی» که توسط وزارت دادگستری ایالات متحده منتشر شده بود، کمک کرد. این کتاب شامل نوشته‌های او و چهار نوجوان بازماندگان جنسی بود.
در سال ۲۰۰۹، اسمارت دربارهٔ ربوده‌شدن جیسی لی دوگارد نیز اظهار نظر کرد و تأکید نمود که ماندن در گذشته بی‌فایده است.
او همچنین در ۲۷ اکتبر سال ۲۰۰۹ میلادی، در کنفرانس زنان ۲۰۰۹ که در ایالت کالیفرنیا برگزار شده بود، به میزبانی ماریا شرایور اشتراک نمود و دربارهٔ غلبه بر موانع زندگی سخنرانی کرد.
در سال ۲۰۱۱، او بنیاد الیزابت اسمارت را تأسیس نمود که هدف‌اش ایجاد امید، ختم قربانی شدن و استفاده از تجاوز جنسی به‌وسیله جلوگیری، بهبود بخشیدن و حمایت کردن است.
اسمارت در ماه مارس سال ۲۰۱۱، یکی از چهار زنی بود که جایزه دیان فون فورستنبرگ را دریافت کرد.
در ۷ ژوئیه سال ۲۰۱۱، ای‌بی‌سی نیوز (ABC News) اعلام کرد که اسمارت به عنوان گزارش‌گر، عمدتاً در مورد افراد گمشده با این شبکه خبری کار خواهد کرد.
در ژوئیه سال ۲۰۱۲، انجمن ملی تیتا فی الفا(Theta Phi Alpha) با اعطای مدال سینا از او قدردانی نمود. این مدال عالی‌ترین افتخاری هست که سازمان برای یک فردی غیرعضو سازمان تفویض می‌کند. مقامات سازمان مزبور آن را افتخار و پاسداری از حامی خود، سنت کاترین سینا نام‌گذاری کردند.
در ۱ می سال ۲۰۱۳، اسمارت در سخنرانی خود در کنفرانس قاچاق انسان در دانشگاه جانزهاپکنز، نیازمندی بر ارزش شخصی را در مبارزه علیه قاچاق انسان و اهمیت ازبین بردن اسطوره‌های فرهنگی را که از دست دادن ارزش دختران را پس از تجاوز جنسی احاطه نموده‌است، مورد بحث قرار داد. او که پس از ربوده شدن مورد تجاوز جنسی قرار گرفته بود، تأثیر مخرب قرار گرفتن در معرض برنامه‌های جنسی غیرقانون آموزشی را به‌یاد آورد. اوگفت که بسیاری مردم تصریح می‌دارند که یک دختر فعال جنسی مانند یک آدامس جویده شده‌است. «من فکر کردم، اوه خدای من، من آن آدامس جویده شده هستم، هیچ‌کسی یک توته ساجق را دوباره نمی‌جود، بلکه آن را دور می‌اندازد». اسمارت گفت: «و به همین سادگی می‌توان احساس کرد که شما دیگر ارزش ندارید، دیگر قیمت خود را از دست داده‌اید». در ادامه او گفت: «چرا حتی ارزش فریاد کشیدن را دارد؟ چرا حتی اگر نجات یافتید تفاوت ایجاد می‌کند؟ زندگی شما هنوز ارزشی ندارد». اسمارت در ادامه سخنرانی‌اش از شنوندگان خواست تا اطفال را دربارهٔ داشتن ارزش شخصی تعلیم دهند و از تلقی‌کردن خود به عنوان قربانی اجتناب کنند.
اسمارت در فوریه ۲۰۱۴، در مجلس نمایندگان ایالت یوتا به حمایت از HB 286 شهادت داد. این لایحه برای مکاتب یوتا نصاب تعلیمی اختیاری را ایجاد می‌کند تا در مورد جلوگیری از سوءاستفاده جنسی اطفال آموزش فراهم نمایند.
در اوایل سال ۲۰۱۵، مجمع عقیده (Faith Counts) اسمارت را در ویدیوی نشان داد که او در آن توضیح می‌دهد چگونه عقیده/دینش او را در جریان مصیبت‌هایش حفاظت نموده و به بهبودی وضعیت‌اش کمک کرده‌است.
اسمارت پس از ماه سپتامبر ۲۰۱۶ به عنوان خبرنگار برنامه جنایت واقعی در مجله "Crime Watch Daily" کار می‌کند.
سیاست‌مداران متعدد لایحهٔ را پیشنهاد کردند که تمامی کامپیوترها مکلف اند تا فلتر پورنوگرافی داشته باشند که این لایحه را «قانون الیزابت اسمارت» می‌نامند. هرچند، سخن‌گوی او در ماه مارس ارتباط‌ش را با این پیشنهاد رد کرد. وکیل او نامهٔ توقف و انصراف (cease and desis) را برای سیاست‌مداران ارسال کرد و از آن‌ها خواست تا از نام او استفاده نکنند.

## نوجوانی
اسمارت در ۱۱ نوامبر ۲۰۰۹، شهر سالت لیک‌ستی را ترک کرد تا به عنوان مبلغ در کلیسای عیسی مسیح قدیسان آخرالزمان در پاریس خدمت کند. او سپس در ماه نوامبر سال ۲۰۱۰ به‌صورت مؤقت از وظیفه خود بازگشت تا در محکمه فدرال برایان دیوید میچل شهادت دهد. بعد از محکمه، اسمارت به فرانسه برگشت تا مأموریت خود را تکمیل کند و در اوایل سال ۲۰۱۱ به خانه خود در یوتا آمد.
اسمارت هنگامی‌که به عنوان مبلغ کلیسا در پاریس خدمت می‌کرد، با متیو گیلمور اسکاتلندی آشنا شد و پس از یک‌سال آشنایی، در ماه ژانویه سال ۲۰۱۲ باهم نامزاد شدند. سرانجام این دو، در ۱۲ فوریه سال ۲۰۱۲ در یک مراسم خصوصی در معبد لای هواوی ازدواج کردند. بعد از آن، الیزابت صاحب سه فرزند شد؛ کلوئه (متولد فوریه ۲۰۱۵)، جیمز (متولد آوریل ۲۰۱۷) و الیویا (متودل نوامبر 2018).

### آزار جنسی در هواپیما
او هنگامی‌که در سال ۲۰۱۹ با هواپیما شرکت هوایی دلتا سفر می‌کرد، توسط مسافری که در کنارش نشته بود از خواب بیدار شد و او شروع به مالیدن قسمت داخلی ران اسمارت کرد. اسمارت سپس این حادثه را گزارش داد و برنامه دفاع شخصی برای زنان را تحت نام «دفاع اسمارت» برای دختران و زنان آغاز کرد.

## رسانه
در اکتبر سال ۲۰۱۳، داستان من، خاطراتی از تجربه‌های اسمارت در همکاری با کریس استوارت نوشته و از سوی انتشارات سنت مارتین منتشر شد. این کتاب که حاوی جزئیات ربوده شدن اسمارت و شکل‌گیری بنیاد الیزابت اسمارت می‌باشد، آگاهی دربارهٔ آدم‌ربایی را بیشتر ارتقا می‌بخشد.
اسمارت چنگ را در تلویزیون ملی ایالات متحده آمریکا نواخت.
تام اسمارت، عموی الیزابت اسمارت و نویسنده لی بنسون، کتابی را در مورد جست‌جوی اسمارت تحت نام در نگاه ساده: حقیقت شگفت‌آور نهفته در تحقیق اسمارت الیزابت را نوشتند. پدرش کتابی دیگری را تحت نام «آوردن الیزابت به خانه» نوشت و یک فیلم تلویزیونی نیز استوار بر کتاب پدرش در سال ۲۰۰۳ تحت نام «داستان الیزابت اسمارت» ساخته شد.
در سال ۲۰۱۷، در پانزدهمین سال‌یاد ربوده شدن اسمارت در ۵ ژوئن، چینل تلویزیونی لایف‌تایم فیلم ساخته شده تلویزیونی را تحت نام «من الیزابت هستم» که توسط اسمارت روایت شده و تهیه شده بود، منتشر کرد؛ فیلمی که داستان ربوده شدن او را از زبان خودش روایت می‌کند. در این فیلم، آلانا بودن در نقش الیزابت اسمارت، اسکیت اولریش در نقش برایان دیوید میچل، دیرلاوجوی در نقش واندا ایلین بارزی، جورج نیوبورن در نقش اد اسمارت و ان اپنشاو در نقش لویس اسمارت بازی کردند.
اسمارت در سال ۲۰۱۸، کتابی را تحت عنوان جایی که امید زنده است: شفا، پیشرفت و تسلیم نشدن وجود دارد را در انتشارات سنت مارتین منتشر کرد.
همین‌گونه، او در سریال رقاصه نقابدار در نقش «پروانه» ظاهر شد و در قسمت سوم این سریال حذف شد و در رقابت جایگاه هشتم را به‌خود اختصاص داد.